# Українське богословське наукове товариство
Украї́нське богосло́вське науко́ве това́риство (УБНТ) — засноване 1923 при Львівській духовній семінарії як Богословське наукове товариство з метою розвивати українську богословську науку шляхом викладів, конференцій, видання праць. Головами були ректори семінарії отці Тит Галущинський (до 1926) і Йосиф Сліпий. Товариство видає журнал «Богословія», серію «Праці богословського товариства» і популярну бібліотеку «Видання Богословії».
Формувало українську богословську наукову думку та проведення дискусій на високому академічному рівні, сприяло удосконаленню інтелектуального середовища інтелігенції для набування моральних якостей суспільством. Посідало достойне місце в науковому світі, формувало духовну і національну еліту. Після тривалого виходу з підпілля через окупаційний режим в Україні, легалізації церковного життя, підготовки молодого покоління вчених відновлює свою діяльність УБНТ і видання журналу «Богословія» у 1997 р..

## На еміграції
На еміграції Конференція українських католицьких владик відновила у 1959 товариство під назвою УБНТ на з'їзді в Мюнхені: голова — отець Атанасій Великий. Митрополит Йосиф Сліпий по прибутті на Захід перебрав 1963 опіку над УБНТ, а його осідок і архів перенесено до Українського католицького університету в Римі. УБНТ має бл. 140 членів (1980) у трьох секціях (богословсько-філософській, правничій, пасторально-теологічній); голова з 1969 о. Іван (Гриньох), генеральний секретар о. Іван (Хома), що став редактором відновленого 1963 органу УБНТ «Богословія» (річник, до 1981 18 випусків). З інших видань 7 томів «Праць УБНТ» і 23 «Видань Богословії».